# 卡爾霍恩章克辛 (阿肯色州)
卡爾霍恩章克申（英語：Calhoun Junction）是位於美國阿肯色州哥倫比亞縣的一個非建制地區。該地的面積和人口皆未知。

## 地理
卡爾霍恩章克申的座標為33°15′04″N 93°08′54″W / 33.25111°N 93.14833°W，而該地的平均海拔高度為104米（即341英尺）。